# Минатэр (Небраска)
Минатэр (англ. Minatare, на языке хидатса — «пересекать воду») — город в округе Скотс-Блафф, штат Небраска, США. Является частью микрополитенского статистического ареала Скотсблафф. По данным переписи 2010 года, население города составляло 816 человек.

## История
Первоначальное поселение на месте города было основано в 1887 году под названием Табор (англ. Tabor). Оно состояла из дернового дома, служившего почтовым отделением и универсальным магазином, а также 3 или 4 жилых домов. Своё название Минатэр и статус города поселение получило в 1900 году по одноимённому названию одной из ветвей племени сиу, которые совершали набеги вдоль реки Норт-Платт.
Стимулом к развитию города стало сельское хозяйство, сосредоточенное на производстве бобовых и сахарной свёклы, которые до сих пор остаются основными статьями экспорта города. Также значительной отраслью экономики города стало разведение крупного рогатого скота. В 1926 году в городе был построен сахарный завод, благодаря которому город продолжал процветать и развиваться последующие последующие два десятилетия. После закрытия завода в 1948 году экономика Минатэра заметно пострадала, приведя к значительному снижению населения города.

## География
По данным Бюро переписи населения США, общая площадь города составляет 0,98 км².

## Демография
По переписи 2010 года, общая численность населения составляла 816 человек, в городе было 309 домохозяйств и 206 семей. Плотность населения — 360,7 человека на км². Распределение населения по расовому признаку: белые — 78,6 %, афроамериканцы — 0,1 %, коренные народы США — 0,9 %, азиаты — 0,9 %, представителей других рас — 17,3 %, представителей двух или более рас — 2,3 %, латиноамериканцы — 24,8 %.
Средний возраст жителей составлял 36 лет. 28,7 % жителей были моложе 18 лет; 10 % — в возрасте от 18 до 24 лет; 22,6 % — в возрасте от 25 до 44 лет; 24,3 % — в возрасте от 45 до 64 лет; и 14,3 % — в возрасте 65 лет и старше. Гендерный состав был распределён следующим образом: 50,9 % мужчин и 49,1 % женщин.

## Туризм
Озеро Минатэр, созданное для ирригации, в настоящее время является государственной зоной отдыха площадью 12 км², которая включает в себя маяк на озере и федеральный заповедник водоплавающих птиц. Озеро является центральным объектом Национального заповедника дикой природы Норт-Платт.
Ежегодно в августе в городе проводится праздник Табор-Дейз (англ. Tabor Days), включающий в себя забег на 5 км, парад, игры и ярмарку ремесел.

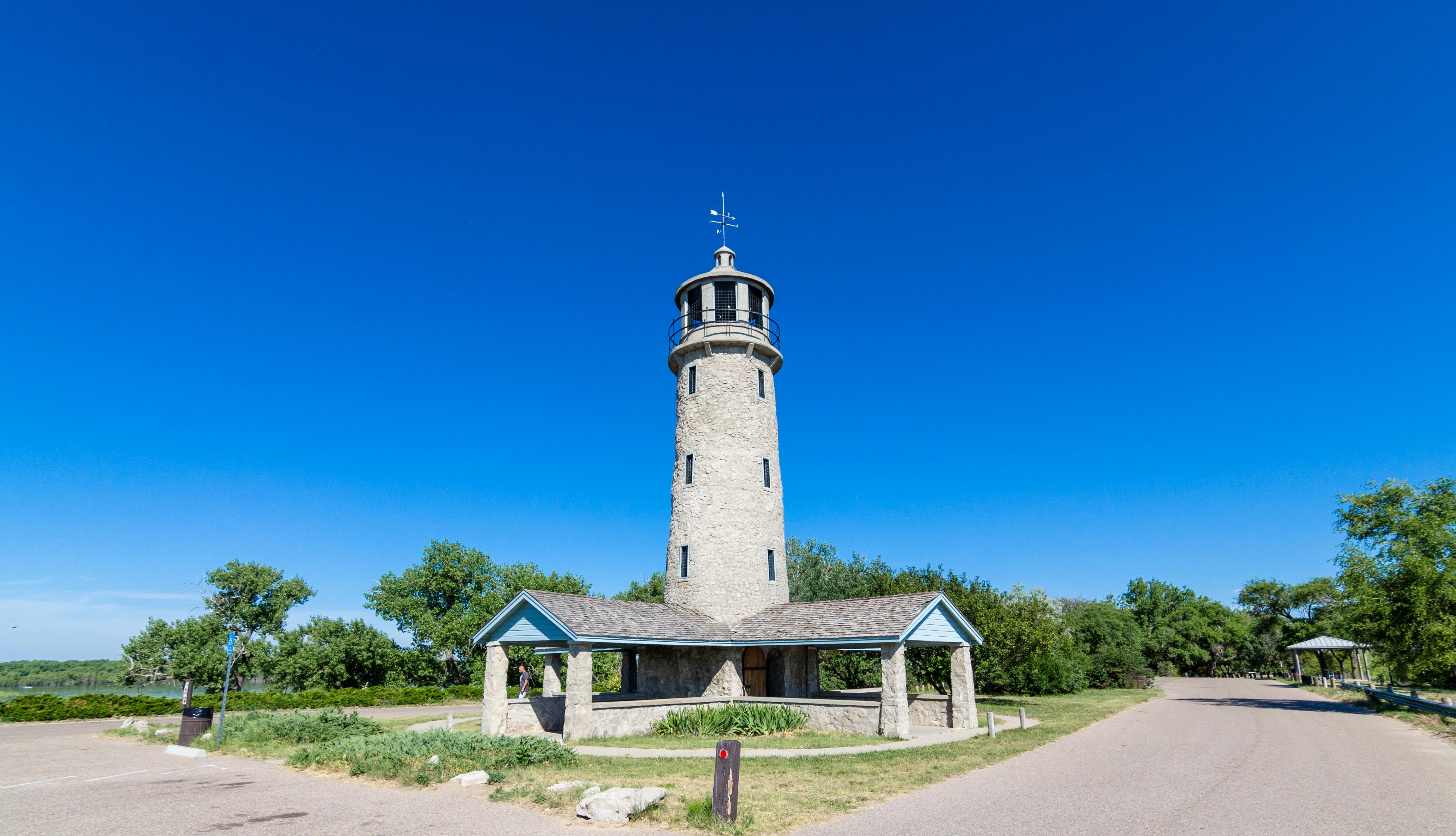
Маяк на озере Минатэр
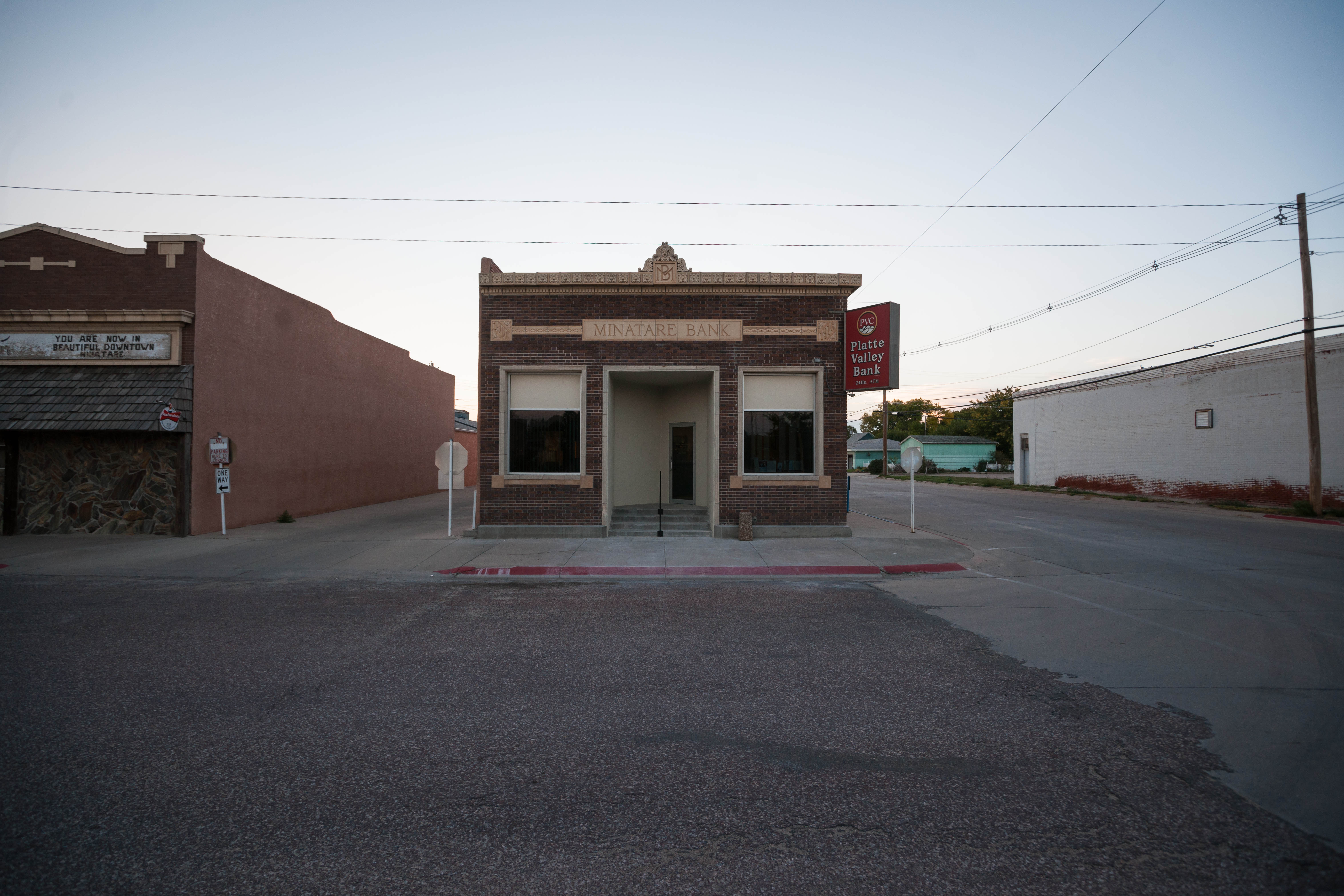
Банк Минатэра